# Косин
Косин (алб. Kosinë) је насељено место у општини Урошевац, на Косову и Метохији. Према попису становништва из 2011. у насељу је живело 1.082 становника.

## Становништво
Према попису из 2011. године, Косин има следећи етнички састав становништва:
| Националност | 2011.          |
| Албанци      | 1.080 (99,81%) |
| недоступно   | 2 (0,19%)      |
| Укупно       | 1.082          |

| Демографија | Демографија | Демографија |
| Година      | Становника  | Становника  |
| ----------- | ----------- | ----------- |
| 1948.       | 452         |             |
| 1953.       | 529         |             |
| 1961.       | 536         |             |
| 1971.       | 605         |             |
| 1981.       | 731         |             |
| 1991.       | 882         |             |
| 2011.       | 1.082       |             |